# Dacia Chisinau
Dacia Chisinau was een Moldavische voetbalclub uit de hoofdstad Chisinau.
De club werd in 1999 opgericht en speelde drie jaar later voor het eerst in de hoogste klasse. De club bereikte in het seizoen 2004/05 voor het eerst de bekerfinale die met 0-1 werd verloren van Nistru Otaci. In het seizoen 2008/09 werd de finale voor de tweede keer bereikt, dit keer verloren ze de strijd van de landskampioen, Sheriff Tiraspol, met 0-2. In 2011 werd de club voor het eerst kampioen.
In maart 2018 maakte de clubleiding bekend dat Dacia zou worden opgeheven na 'druk van buitenaf', zonder nadere details. "We hebben ervoor gekozen te sterven in plaats van onze waardigheid te verliezen." De supporters van Dacia stonden erom bekend voor de hereniging van Moldavië met buurland Roemenië te zijn.
In 2011 ging de club een samenwerking aan met CSCA-Buiucani dat als FC Dacia-2 Buiucani ging spelen. In 2018 ging deze club verder als FC Dacia Buiucani.

## Erelijst
- Divizia Națională

2011
- Beker van Moldavië

Finalist in 2005, 2009, 2010, 2015
- Moldavische Supercup

2011

## In Europa
Dacia Chisinau speelt sinds 2003 in diverse Europese competities. Hieronder staan de competities en in welke seizoenen de club deelnam:
- Champions League (1x)

2011/12
- Europa League (7x)

2009/10, 2010/11, 2012/13, 2013/14, 2015/16, 2016/17, 2017/18
- UEFA Cup (2x)

2005/06, 2008/09
- Intertoto Cup (2x)

2003, 2007